# Torneig d'escacs d'Aerosvit
El Torneig d'escacs d'Aerosvit (ucraïnès: Міжнародний шаховий турнір "Аеросвіт": Міжнародний шаховий турнір "Аеросвіт") és un torneig d'escacs anual jugat a Foros, Ucraïna i patrocinat per Aerosvit Airlines. Es va iniciar el 2006 i el format és una volta pel sistema de tots contra tots de dotze jugadors.

## Quadre d'honor
| # | Any  | Guanyador(s)               | Punts | Categoria    |
| - | ---- | -------------------------- | ----- | ------------ |
| 1 | 2006 | Serguei Rublevski (Rússia) | 7.5   | XVIII (2691) |
| 2 | 2007 | Vassil Ivantxuk (Ucraïna)  | 7.5   | XVIII (2694) |
| 3 | 2008 | Magnus Carlsen (Noruega)   | 8     | XIX (2712)   |